# Апулей Руфин
Апулей Руфин (лат. Apuleius Rufinus) — римский политический деятель второй половины II века.
О происхождении Руфина ничего неизвестно. В 190 году он занимал должность консула-суффекта вместе с будущим императором Септимием Севером. Иногда его имя реконструируют как «Атулен Руфин». Если данная реконструкция является верной, то между 203 и 205 годом Руфин входил в состав жреческой коллегии квиндецемвиров священнодействий. Также возможна его идентификация с проконсулом Африки в 203/204 году Руфином и Квинтом Цецилием Апулеем Руфином.